# Izba Reprezentantów (Nowa Zelandia)

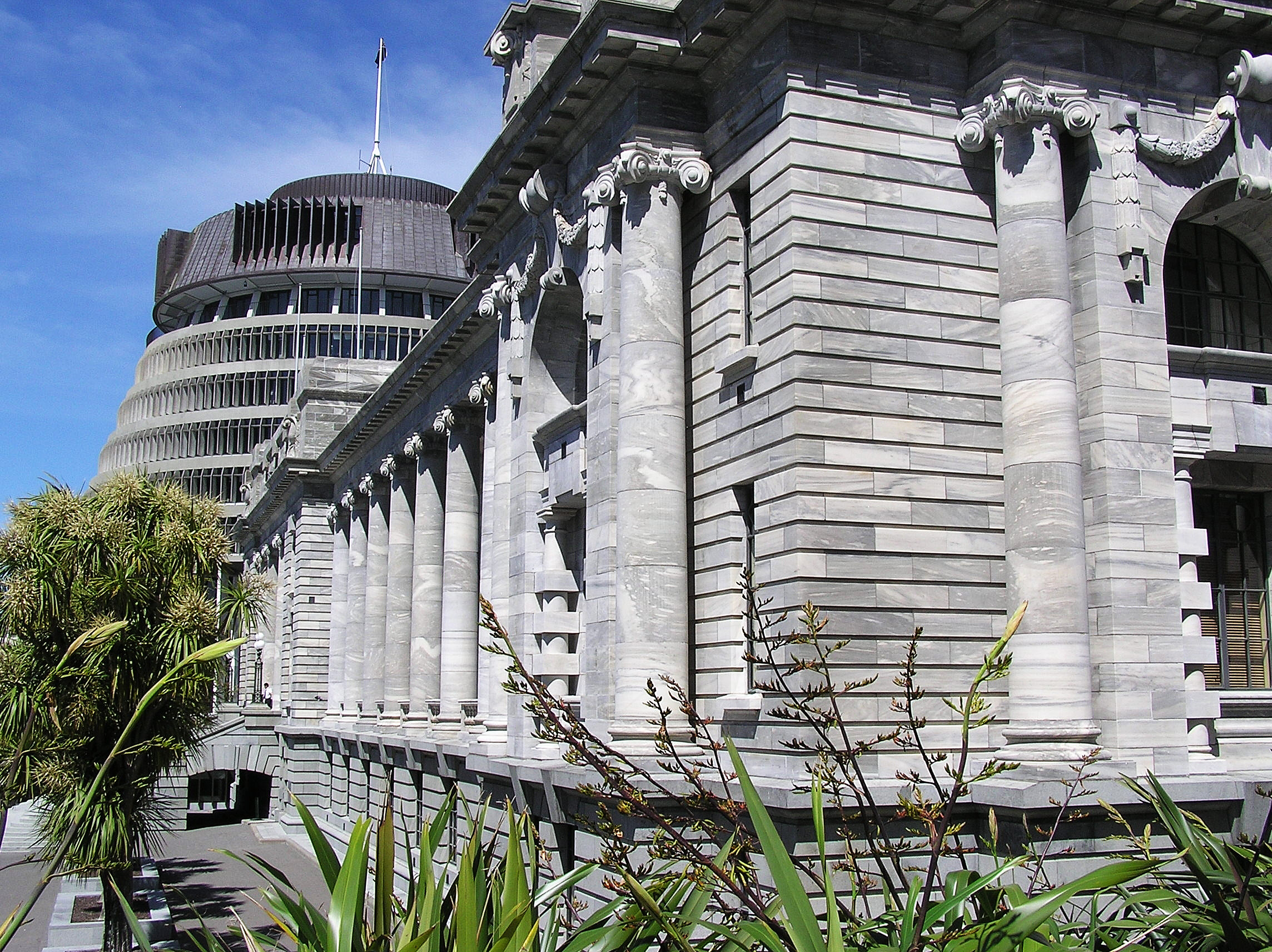
Gmach Parlamentu w Wellington

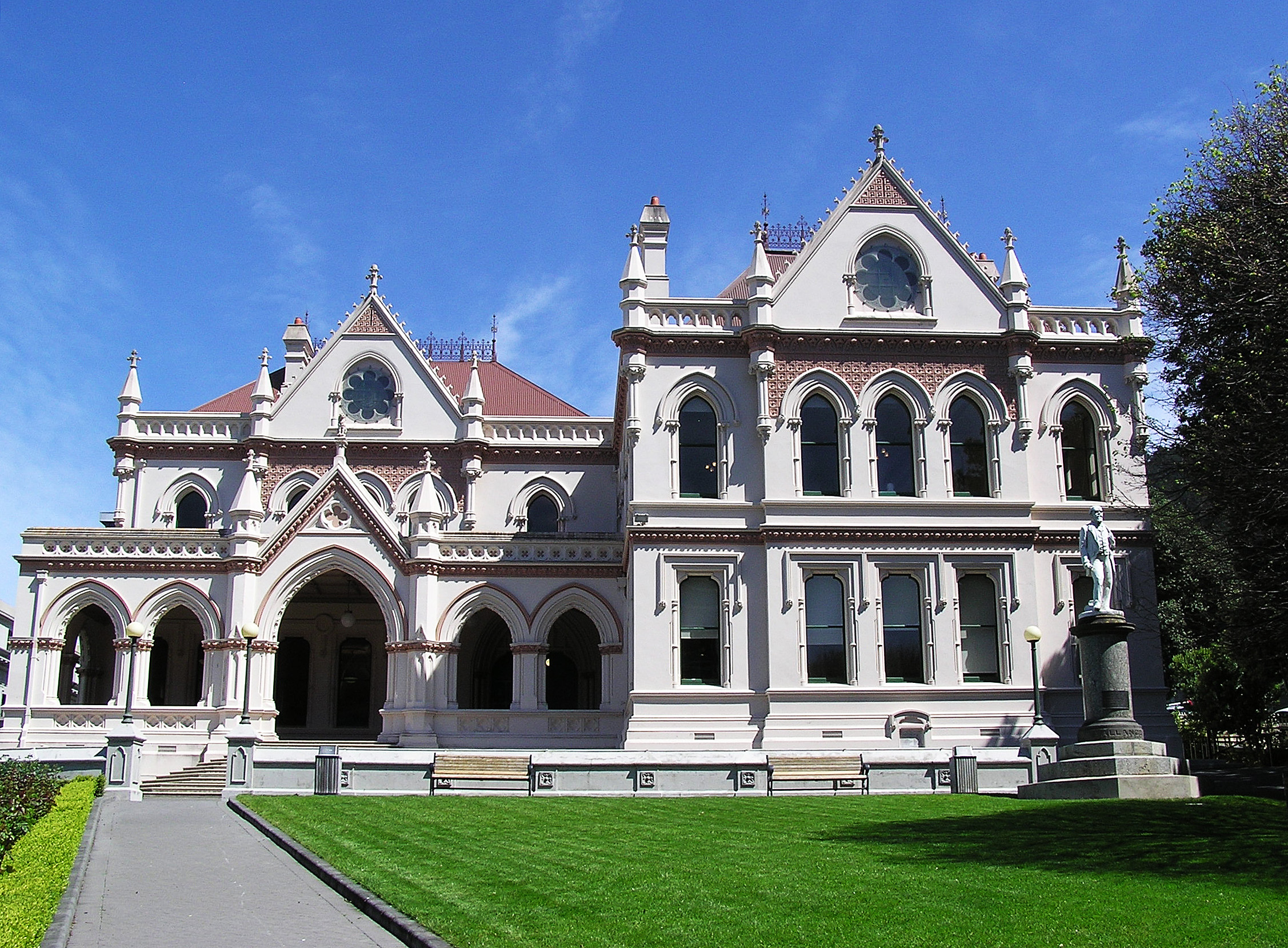
Budynek Biblioteki Parlamentarnej

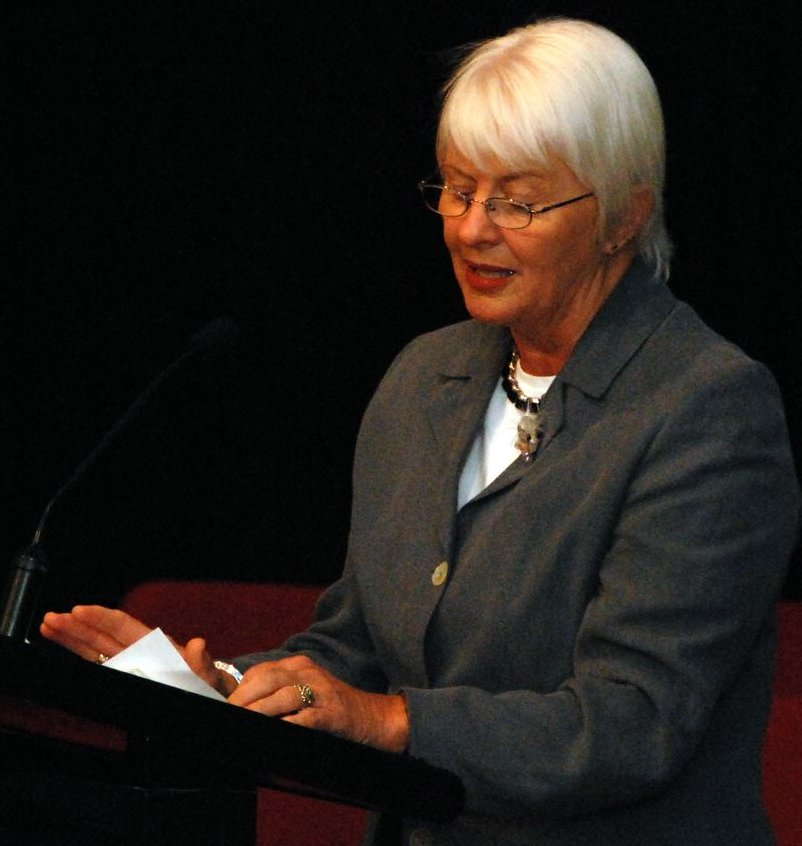
Margaret Wilson, spiker Izby Reprezentantów w latach 2005–2008

Izba Reprezentantów (New Zealand House of Representatives) – w latach 1852–1951 izba niższa, a od 1951 jedyna izba parlamentu Nowej Zelandii.

## Historia
Izba Reprezentantów powstała w 1852 na mocy przyjętej przez parlament brytyjski ustawy o konstytucji Nowej Zelandii (New Zealand Constitution Act), przyznającej tej ówczesnej posiadłości brytyjskiej status autonomicznej kolonii. Pierwotnie była izbą wyższą dwuizbowego parlamentu. W przeciwieństwie do pochodzącej z nominacji izby wyższej – Rady Legislacyjnej – skład Izby Reprezentantów od początku był wybieralny. W 1951 Rada została zlikwidowana, zaś Izba stała się tym samym jedyną izbą nowozelandzkiego parlamentu.

## Skład i kadencja
Ustawowa liczba członków Izby Reprezentantów wynosi 120 osób, jednak ze względu na specyfikę systemu wyborczego (patrz niżej) liczba deputowanych w poszczególnych kadencjach może wahać się o kilka mandatów w obie strony. Kadencja trwa trzy lata i jest liczona od dnia pierwszego posiedzenia. W praktyce (biorąc pod uwagę, że pierwsze posiedzenie musi odbyć się w ciągu dwóch miesięcy od dniach wyborów), okres między wyborami nie przekracza nigdy 38 miesięcy. Gubernator generalny posiada prawo skrócenia kadencji bez podania przyczyny, jednak w praktyce czyni tak wyłącznie na wniosek premiera (jest to jeden z tzw. zwyczajów konstytucyjnych).

## Ordynacja wyborcza
Przez większość swojej historii Izba wybierana była przy pomocy ordynacji większościowej. W 1993 przeprowadzono referendum, w którym obywatele opowiedzieli się za zastąpieniem jej ordynacją mieszaną.
Partie wystawiają w wyborach dwa rodzaje list: okręgowe (te listy mogą liczyć tylko jednego kandydata) oraz listę krajową. Każdy wyborca oddaje dwa głosy: jeden na partię, a drugi na kandydata ubiegającego się o mandat w jego okręgu. Wyborca może oddać drugi głos na dowolnego kandydata – nie musi on być z tej samej partii, na którą oddał pierwszy głos (w praktyce jednak ok. 80% wyborców głosuje jednocześnie na partię i jej kandydata).
Ustalanie składu parlamentu odbywa się w dwóch etapach. Najpierw głosy oddane na partie są przeliczane na mandaty przy pomocy metody Sainte-Laguë. W podziale tym biorą udział wyłącznie partie, których poparcie przekroczyło 5%. Jeżeli partia nie przekroczyła tego progu, ale jej kandydaci uzyskali najwięcej głosów w co najmniej jednym okręgu wyborczym, wówczas partii zostaje automatycznie przyznana liczba mandatów równa liczbie wygranych okręgów i zajmują je ci właśnie kandydaci. To samo dotyczy kandydatów niezależnych. Liczba mandatów objętych podziałem przy pomocy metody Sainte-Laguë jest wówczas odpowiednio zmniejszana (według wzoru 120-n, gdzie n jest liczbą okręgów wyborczych, w których wygrali tacy kandydaci).
Następnie przyznane poszczególnym partiom mandaty są przypisywane kandydatom. Pierwszeństwo w ich przydziale mają kandydaci, którzy zwyciężyli w swoich okręgach. Jeśli liczba okręgów, w których wygrali kandydaci danej partii, przekracza liczbę przyznanych jej mandatów, wówczas liczba mandatów jest odpowiednio zwiększana (co może powodować, że liczba deputowanych przekroczy ustawowe 120 osób). Jeśli kandydaci partii wygrali w mniejszej liczbie okręgów niż wynosi liczba przyznanych jej mandatów, wakujące mandaty są obsadzane kandydatami z listy krajowej. Jeśli liczba kandydatów na liście krajowej jest zbyt mała, liczba przyznanych partii mandatów jest zmniejszana (co może skutkować mniejszą liczbą deputowanych niż ustawowe 120 osób).
Członkowie społeczności maoryskiej mają możliwość udziału w wyborach na zasadach ogólnych albo kandydując i głosując w specjalnych tzw. okręgach maoryskich, opierających się na nieco innych przepisach (nie można głosować w obu typach okręgów równocześnie). Obecnie liczba wybieranych w nich deputowanych wynosi 7 osób.

## Zasady funkcjonowania
Sposób działania Izby Reprezentantów wzorowany jest na Izbie Gmin i w bardzo wielu aspektach powiela znane stamtąd rozwiązania. Dotyczy to m.in. sposobu zasiadania deputowanych na sali, kompetencji spikera czy procedury rozpatrywania projektów ustaw, opartej na trzech czytaniach, z dodatkowym (między drugim a trzecim czytaniem) etapem „komisji całej izby” (Committee of the whole House).